# 2,5-ジアミノ-6-ヒドロキシ-4-(5-ホスホリボシルアミノ)ピリミジン
2,5-ジアミノ-6-ヒドロキシ-4-(5-ホスホリボシルアミノ)ピリミジン(2,5-diamino-6-hydroxy-4-(5-phosphoribosylamino)pyrimidine)は、プリン代謝の代謝物質で、GTPシクロヒドロラーゼIIによるGTPの加水分解によって形成される。2種類の酵素がこの反応を担う。まずGTPシクロヒドロラーゼIIaが、8,9位の結合を加水分解して2-アミノ-5-ホルミルアミノ-6-(5-ホスホ-D-リボシルアミノ)ピリミジン-4(3H)-オンを形成し、次いで2-アミノ-5-ホルミルアミノ-6-リボシルアミノピリミジン-4(3H)-オン5'-モノリン酸デホルミラーゼによって脱ホルミル化される。2,5-ジアミノ-6-ヒドロキシ-4-(5-ホスホリボシルアミノ)ピリミジンは、ジアミノヒドロキシホスホリボシルアミノピリミジンデアミナーゼによって脱アミノ化され、5-アミノ-6-(5-ホスホリボシルアミノ)ウラシルを形成する。